# Lengyel András (festő)
Lengyel András (Zirc, 1952. január 5. –) festő, grafikus.

## Pályafutása
1972 és 1976 között a Magyar Képzőművészeti Főiskolán tanult, ahol mesterei Veress Sándor László és Raszler Károly voltak a mesterei. 1A Rózsa-kör egyik alapító tagja volt 1976-ban. 1979-től részt vett a nemzetközi mail-art hálózat tevékenységében, 1981-ben megszervezte a Természet-Geometria-Titokzatosság című mail-art akciót. 1982-ben megalapította a Felhő-Múzeumot, majd 1990-ben tagja lett a Makói Grafikai Művésztelepnek, 1991-ben pedig a Magyar Lettre Internationale folyóirat szerkesztőségi tagja lett. Tolvaly Ernővel együtt szerkesztette a Kortárs Képzőművészeti Szöveggyűjtemény 1. kötetét, amit 1995-ben adtak ki. 2006-ban a Pécsi Tudományegyetem Művészeti Kar DLA fokozatot szerzett.
1988-89-ben a budapesti Képző- és Iparművészeti Szakközépiskolában rajzot, 1993 és 2003 a Kirakatrendező- és Dekoratőr Iskolában sokszorosító grafikát tanított. 1996 és 2003 között szabadkézi rajzot és művészettörténetet oktatott a Dekoratőr Iskolában. 2000-ben a budapesti Szellemkép Szabadiskolában "A kép fogalma és változásai az újkori festészetben, a reneszánsztól napjainkig" címmel tartott elméleti kurzust, 2000-2001-ben az AVRO 2001 Iskola festménybecsüs szakán a sokszorosító grafika történetét és technikáit adta elő. 2001 szeptemberétől a Pécsi Tudományegyetem Művészeti Kar Vizuális Művészeti Intézet Festészet Tanszékének adjunktusa, 2008 ugyanitt docenssé nevezték ki, majd a Magyar Képzőművészeti Egyetem Grafika Tanszékének adjunktusa lett.

## Díjak
- 1977: Honorary Mention Award, The Future Theatre Competition, Pompidou Center, Párizs
- 1980: Mezőgazdaság a képzőművészetben kiállítás különdíja
- 1983: Makói Grafikai Művésztelep Alkotói díja
- 1985: Miskolci Grafikai Biennálé díja
- 1986-1989: Derkovits-ösztöndíj
- 1990: Római Magyar Akadémia ösztöndíja
- 1996: X. Esztergomi Fotóbiennálé díja
- 1997: Munkácsy-díj; Balassi-díj
- 1998: Magyar Illusztrátorok Szövetségének díja

## Egyéni kiállítások
- 1972 • Medicor Klub, Budapest
- 1979 • Fiatal Művészek Klubja, Budapest
- 1980 • Ifjúsági Ház, Szeged
- 1982 • Stúdió Galéria, Budapest
- 1983 • József Attila Könyvtár, Makó
- 1984 • Ferencvárosi Pincetárlat, Budapest
- 1985 • Fészek Galéria, Budapest (Šwierkiewicz Róberttel, Tolvaly Ernővel)
- 1986 • Óbuda Galéria, Budapest (kat.) • Zichy-kastély
- 1988 • Miskolci Galéria, Miskolc [Kőnig Frigyessel] (kat.)
- 1989 • Dorottya u. Galéria, Budapest
- 1990 • Megyei Könyvtár, Békéscsaba • Zirci Galéria, Zirc
- 1991 • Óbudai Társaskör, Budapest
- 1992 • G. Gerulata, Bratislava
- 1992 • Artpool, Diabank
- 1993 • Gallery János Gát [Pácser Attilával, Tolvaly Ernővel], New York
- 1995-1996 • Balassi Kiadó Galéria, Budapest
- 1996 • Szent István Király Múzeum, Székesfehérvár (kat.)
- 1997 • Balassi Kiadó Galéria, Budapest • Óbudai Társaskör
- 1998 • Fészek Galéria, Budapest • Római Magyar Akadémia [Mirella Bentivoglióval, Buzz Spectorral], Róma • Francia Intézet
- 1999 • Balassi Kiadó Galéria, Budapest

## Válogatott csoportos kiállítások
- 1975 • Montázs, Fiatal Művészek Klubja, Budapest
- 1976 • Mesterséges légzés, Rózsa presszó
- 1977 • Magyar Karácsony, Rózsa presszó • The Future Theatre, Pompidou Center, Párizs
- 1978 • Ember és környezet, Győr
- 1979 • Mai Magyar Művészet, Klosterneuburg
- 1980 • Városi kiállítóterem, Makó • Bélyegzők, pecsétek, Fiatal Művészek Klubja, Budapest • Fotóhasználat a kortárs művészetben, Budapesti Művelődési Központ • Makói Mappa, Stadtgalerie, Tübingen • II Esztergomi Fotóbiennále[1]
- 1981 • XIV. International Biennálé of Graphic Art, Ljubljana
- 1982 • Art Hongrois Contemporain, Marseille, Menton, Lyon, Clermont-Ferrand, Párizs • Természet-Geometria-Titokzatosság, Újpesti Mini Galéria, Budapest
- 1983 • Rabinext csoport, Vajda Lajos Stúdió Galéria, Szentendre • Makói Grafika, Collegium Hungaricum, Bécs
- 1985 • 3. Internationale Triennále der Zeichnung, Kunsthalle, Nürnberg
- 1986 • Art Fair 86, Stockholm • 10 éves a grafikai művésztelep, József Attila Múzeum, Makó
- 1987 • Nemzetközi Művészkönyv kiállítás, Szent István Király Múzeum, Székesfehérvár
- 1988 • Mai magyar grafika, Róma • International Biennálé of Graphic Art, Krakow
- 1989 • Szimmetria és Aszimmetria, Magyar Nemzeti Galéria, Budapest • MÁS-KÉP/The Different View, Ernst Múzeum, Budapest
- 1990 • Natura Morta, Műcsarnok, Budapest
- 1991 • Tisztelet El Grecónak, Szépművészet Múzeum, Budapest
- 1992 • Az idegen szép, Barcsay Terem, Budapest
- 1994 • II. Nemzetközi Művészkönyv kiállítás, Szent István Király Múzeum • 80-as évek. Képzőművészet, Ernst Múzeum, Budapest
- 1995 • Mai Magyar Szobrászat, Műcsarnok, Budapest • Vallomások a vonalról, Vigadó Galéria, Budapest
- 1996 • Hungarian Art-Books/Prints, Trammel Crow Center, Dallas • Osteuropa/Mail Art im international Netzwerk, Staatliches Museum, Schwerin
- 1997 • Olaj/Vászon, Műcsarnok, Budapest
- 1998 • Mail Art Kelet-Európa a nemzetközi hálózatban, Műcsarnok, Budapest.

## Művek közgyűjteményekben
- Archivio dell Istituton per la Cultura e L Arte, Catania
- Artpool
- Balassi Kiadó Galéria, Budapest
- Fiatal Művészek Klubja Archívum, Budapest
- Janus Pannonius Múzeum, Pécs
- JAM, Makó
- KMM-LM, Budapest
- Magyar Képzőművészeti Főiskola Archívuma
- Landesmuseum Joanneum, Graz
- Magyar Nemzeti Galéria, Budapest
- Megyei Könyvtár, Békéscsaba
- Miskolci Galéria, Miskolc
- Herman Ottó Múzeum, Miskolc
- II. Rákóczi Ferenc Múzeum, Sárospatak
- Staatliches M., Schwerin
- Stredoslovenska G., Barbakan, Banská Bystrica
- Szent István Király Múzeum, Székesfehérvár
- Vasvári Pál Múzeum, Tiszavasvári
- Zirci Galéria, Zirc